# الاتحاد الوطني التشادي
الاتحاد الوطني التشادي (بالفرنسية: Union nationale tchadienne) كان حزبًا سياسيًا إسلاميًا في تشاد.

## التاريخ
تأسس الحزب عام 1958 على يد عيسى دانا ومحاموت أوتمان وأبا صديق. أنشأ الحزب للضغط على التصويت بـ «لا» للاستفتاء على انضمام تشاد إلى المجتمع الفرنسي، ودعا إلى إصلاحات سياسية جذرية يمكن تحقيقها إذا لزم الأمر من خلال العنف. تم حظر الحزب في عام 1962 عندما أعلن الرئيس فرنسوا تومبالباي الحزب التقدمي التشادي الحزب القانوني الوحيد. نجت كمنظمة سرية تحت قيادة إبراهيم أباتشا.
في عام 1966 اندمج الحزب مع الاتحاد العام لأطفال تشاد لتشكيل جبهة التحرير الوطني لتشاد.